# مجاعة سنة ستة

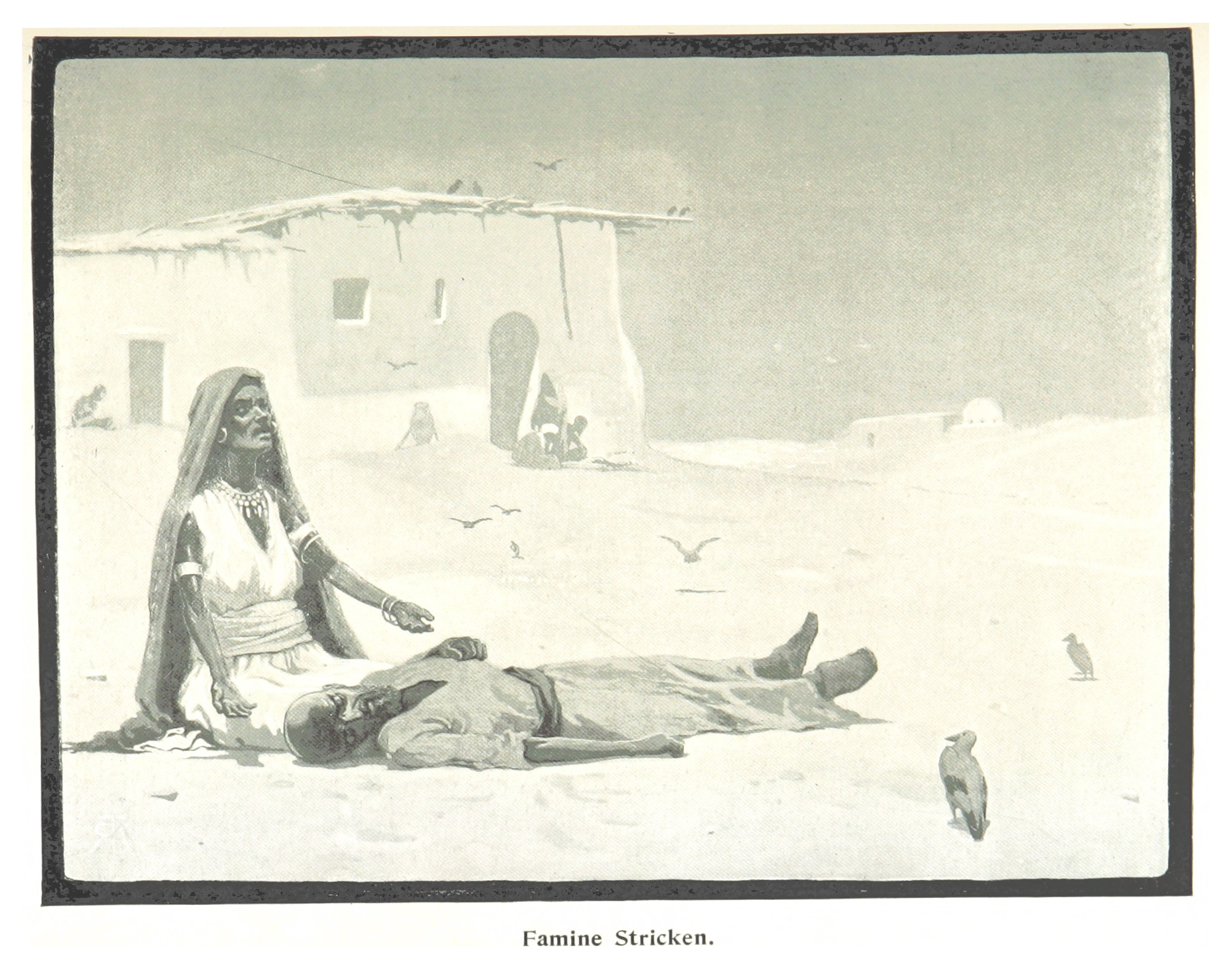
رسم لأحداث المجاعة من كتاب السيف و النار في السودان

## مقدمة
يعود سبب تسمية هذه المجاعة بمجاعة سنة سته إلى أنها كانتا في العام 1306 هجري، الموافق للعام 1888\1889 بالتقويم الميلادي، و قد ساعدت مجموعة من العوامل على حدوث المجاعة، منها عوامل سياسية - إجتماعية، و أخرى تتعلق بالمناخ.   
من أهم الأسباب كانت البنية السياسية للدولة التي قامت في السودان في عام 1885م نتيجة قيام الثورة المهدية على الحكم الإستعماري التركي-المصري في ما يعرف بالدولة الدولة المهدية، و التي تبنت فكرة الخلافة الإسلامية، غير أن عددا من المصاعب الاقتصادية والمشاكل السياسة و سوء الإدارة ألقت بظلالها على تلك الدولة الوليدة، و تسبب تضافر عدة عوامل بيئية واجتماعية كذلك إلى تعرض الدولة في عامي 1889 – 1890م إلى واحدة من أسوأ المجاعات تدميرا. 

## اسباب المجاعة
- حملات الخليفة عبد الله التعايشي على الارياف واستهداف المزارعين وتجنيدهم
- الجفاف
- العوامل الطبيعية والإنسانية

## خصائص المجاعة
1- الموت والمرض.
2- هلاك الماشية والمحاصيل الزراعية.
3- انتشار الجرائم والاضطرابات الاجتماعية.
4- الهجرة.